# Hitzacker (Elba)
Hitzacker é uma cidade da Alemanha localizada no distrito de Lüchow-Dannenberg, estado da Baixa Saxônia.
Pertence ao Samtgemeinde de Elbtalaue.